# 胶州城隍庙
胶州城隍庙，位于山东省青岛市胶州市阜安街道。是入中华人民共和国山东省省级文物保护单位之一。
2013年，列入第四批山东省文物保护单位，该文物保护单位是一座古建筑。